# Thaumalea curtior
Thaumalea curtior är en tvåvingeart som beskrevs av Schmid 1958. Thaumalea curtior ingår i släktet Thaumalea och familjen mätarmyggor.
Artens utbredningsområde är Spanien. Inga underarter finns listade i Catalogue of Life.